# Cyphocarcinus sargassumi
Cyphocarcinus sargassumi is een krabbensoort uit de familie van de Majidae. De wetenschappelijke naam van de soort is voor het eerst geldig gepubliceerd in 1995 door Kazmi & Tirmizi.